# Silene goniocaula
Silene goniocaula är en nejlikväxtart. Silene goniocaula ingår i släktet glimmar, och familjen nejlikväxter.

## Underarter
Arten delas in i följande underarter:
- S. g. behboudiana
- S. g. goniocaula
- S. g. glandulosa